# Love (canção de Lana Del Rey)
"Love" é uma canção gravada pela cantora e compositora americana Lana Del Rey para o seu quinto álbum de estúdio, Lust for Life (2017). A composição foi realizada pela artista com o auxílio de Emile Haynie, Rick Nowels e Benny Blanco. A sua produção foi realizada por Del Rey, Haynie, Nowels, Blanco e Kieron Menzies. Enviada às plataformas de serviços streaming em 18 de fevereiro de 2017, foi, simultaneamente, disponibilizada para comercialização na iTunes Store, servindo como o primeiro single do disco. O lançamento da canção foi antecipado devido à divulgação ilegal da obra ocorrida horas antes. "Love" é uma canção derivada da música ambiente e do glam-pop.

## Título, lançamento e capa
Em 17 de fevereiro de 2017, foram exibidos cartazes em Los Angeles, com fotografias de Lana Del Rey. As obras mostravam-na com a cabeça inclinada para baixo a olhar "angelicalmente", nas palavras de um redator da revista Billboard, para outra imagem sua junto à de um homem desconhecido. Abaixo, via-se parcialmente sobreposta à supracitada imagem a palavra "love"; o nome da artista aparece logo embaixo. De acordo com a agência publicitária responsável pela divulgação, a Dash Two, foram instalados trinta cartazes ao redor da cidade americana. No dia seguinte, "Love" foi oficial e inesperadamente disponibilizado como o primeiro single do quinto disco de estúdio de Lana Del Rey, Lust for Life. No entanto, a faixa havia sido publicada ilegalmente on-line antes de ser oficialmente enviada às plataformas de serviços streaming e à iTunes Store, o que fez com que a gravadora a disponibilizasse para comercialização horas mais tarde, no mesmo dia. O áudio oficial da canção foi publicado no perfil de Lana Del Rey no site YouTube no mesmo dia. Aparentemente, a obra chamar-se-ia "Young & In Love", tendo em vista que a cantora havia registrado, no mês anterior, uma canção assim intitulada em uma plataforma de compositores. Além disso, a própria letra de "Love" traz linhas com as palavras "young and in love".
A arte de capa do material é deveras similar à divulgada nos cartazes, exibindo a artista, uma vez mais, com a cabeça inclinada a olhar para baixo. A palavra "love", por sua vez, agora ocupa o centro da fotografia e o pseudônimo da artista se encontra logo abaixo. À esquerda, vê-se uma fotografia de Del Rey de perfil com um microfone à sua frente.

## Vídeo musical
O vídeo musical relativo à canção foi dirigido por Rich Lee. Tal informação foi divulgada por meio dos cartazes espalhados por Los Angeles, anteriormente citados, em que eram exibidos os seguintes dizeres: "Directed by Rich Lee". A gravação foi publicada no perfil de Lana Del Rey na plataforma de vídeos Vevo em 20 de fevereiro de 2017 e registrou três milhões de visualizações em menos de 24 horas.

## Faixas e formatos
Até ao momento, a canção foi disponibilizada apenas em formatos streaming e download digital, ambos contendo somente a gravação original.
| Streaming e download digital |        |         |  |
| N.º                          | Título | Duração |  |
| 1.                           | "Love" | 4:39    |  |

## Créditos
Lista-se abaixo os profissionais envolvidos na elaboração de "Love", de acordo com o site TIDAL.
- Lana Del Rey: vocal principal, composição, produção;
- Rick Nowels: composição, produção, instrumentos de teclas, contrabaixo elétrico, vibrafone;
- Emile Haynie: composição, produção, mistura, sintetizadores, bateria;
- Benny Blanco: composição, produção, instrumentos de teclas, bateria, mistura;
- Kieron Menzies: produção, masterização de áudio, mistura;
- Mike Bozzi: engenharia de masterização de áudio;
- Dean Reid: guitarra elétrica, engenharia de masterização de áudio.

## Desempenho nas tabelas musicais

### Posições
| Tabela musical                                         | Melhor posição |
| ------------------------------------------------------ | -------------- |
| Alemanha (Media Control Charts)                        | 68             |
| Austrália (ARIA Charts)                                | 41             |
| Áustria (Ö3 Austria top 40)                            | 43             |
| Bélgica (Bubbling Under de Flandres)                   | 11             |
| Bélgica (Bubbling Under de Valônia)                    | 10             |
| Canadá (Canadian Hot 100)                              | 48             |
| Escócia (Scottish Singles Charts)                      | 16             |
| Espanha (Productores de Música de España)              | 5              |
| Estados Unidos (Billboard Hot 100)                     | 44             |
| Finlândia (IFPI Finlândia)                             | 7              |
| França (Syndicat National de l'Édition Phonographique) | 12             |
| Hungria (Magyar Hanglemezkiadók Szövetsége)            | 4              |
| Irlanda (Irish Singles Chart)                          | 35             |
| Itália (Federazione Industria Musicale Italiana)       | 53             |
| Nova Zelândia (New Zealand Heatseekers Music Chart)    | 3              |
| Portugal (Associação Fonográfica Portuguesa)           | 47             |
| Reino Unido (UK Singles Chart)                         | 41             |
| Chéquia (Czech Airplay Chart)                          | 25             |
| Suécia (Grammofon Leverantörernas Förening)            | 56             |
| Suíça (Schweizer Singles Chart)                        | 27             |

## Histórico de lançamento
| País                    | Data                    | Formato             | Gravadora       |
| ----------------------- | ----------------------- | ------------------- | --------------- |
| Mundo                   | 18 de fevereiro de 2017 | Streaming           | Interscope      |
| Alemanha                | 18 de fevereiro de 2017 | Download digital    | Vertigo/Capitol |
| Argentina               | 18 de fevereiro de 2017 | Download digital    | Interscope      |
| Austrália               | 18 de fevereiro de 2017 | Download digital    | Interscope      |
| Canadá                  | 18 de fevereiro de 2017 | Download digital    | Interscope      |
| Brasil                  | 18 de fevereiro de 2017 | Download digital    | Interscope      |
| Estados Unidos          | 18 de fevereiro de 2017 | Download digital    | Interscope      |
| Países Baixos           | 18 de fevereiro de 2017 | Rádio mainstream    | Interscope      |
| Portugal                | 18 de fevereiro de 2017 | Download digital    | Polydor         |
| Reino Unido             | 18 de fevereiro de 2017 | Download digital    | Polydor         |
| 24 de fevereiro de 2017 | Rádio mainstream        |                     | Polydor         |
| 24 de fevereiro de 2017 | Rádio mainstream        | Itália              | Universal       |
| Estados Unidos          | 28 de março de 2017     | Rádios alternativas | Interscope      |